# Castletownroche

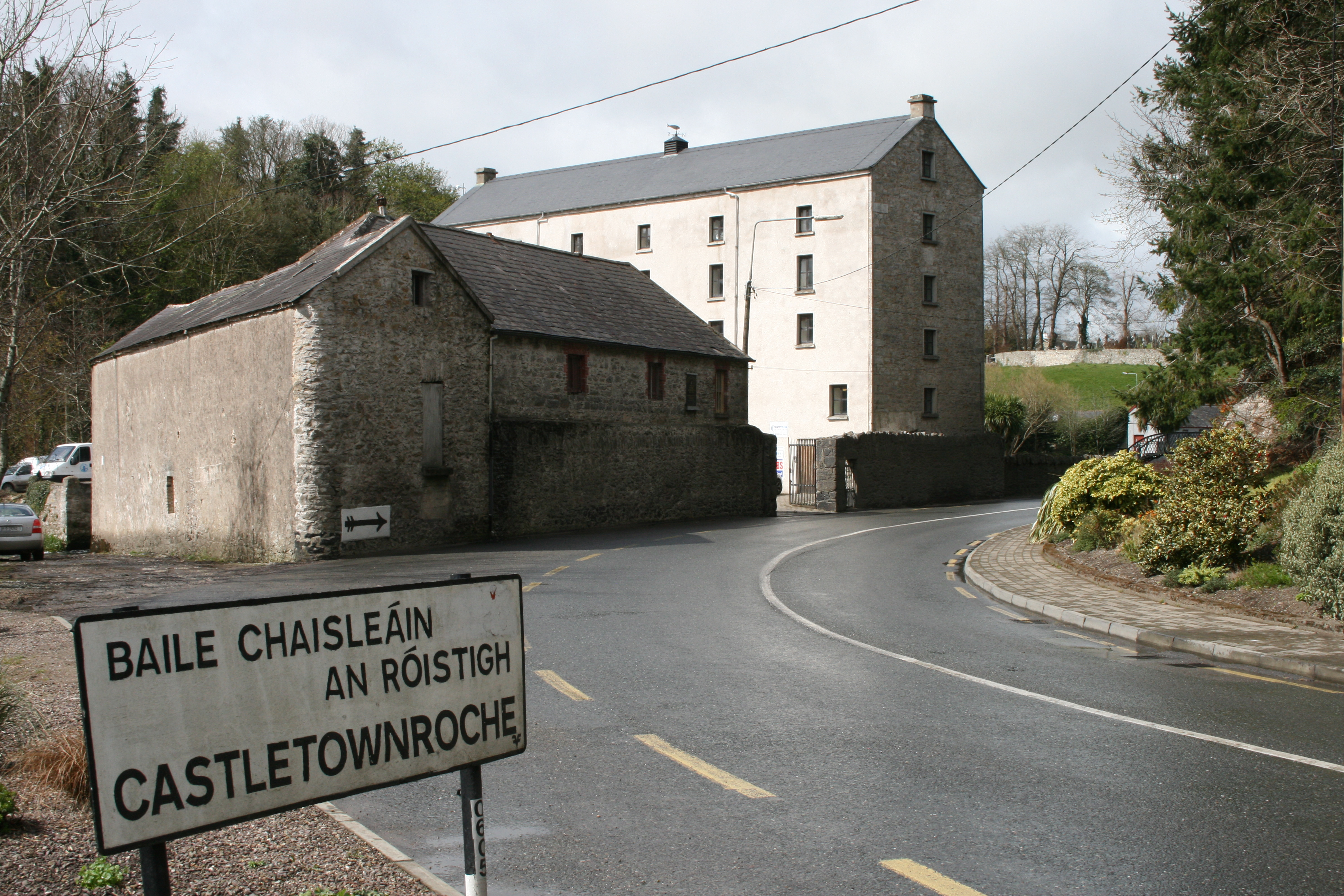
Die N72 bei Castletownroche

Castletownroche (irisch Baile Chaisleán an Róistigh) ist eine Ortschaft im County Cork im Süden der Republik Irland. Die Nachbarstädte sind Doneraile, Kildorrery, Glanworth, Ballyhooly und Killavullen. 
Castletownroche liegt am River Awbeg im Blackwater Valley rund 13 km von Mallow entfernt. Der Ort hatte im Jahr 2022 etwa 509 Einwohner.

## Geschichte
Bevor die anglo-normannische Familie Roche hier ihre Burg errichtete, die der Stadt ihren Namen gab, war Castletownroche unter dem irischen Namen Dún Chruadha bekannt. Dieser Name weist darauf hin, dass es in früheren Zeiten hier schon eine Befestigung (Dun) gegeben hat.
Wie die meisten der normannischen Adelige, die mit Wilhelm dem Eroberer nach England gekommen waren und im 12. Jahrhundert mit Richard de Clare, genannt Strongbow, nach Irland übersetzten und dort Land erwarben, verbrüderten sich auch die Mitglieder der Familie de la Roche mit der einheimischen Aristokratie und vertraten bald die irischen Interessen eher als jene ihrer Verwandten in England und Frankreich. Sie wurden more Irish than the Irish themselves („irischer als die Iren selbst“, irisch: Níos Gaelaí ná na Gaeil iad féin) und kamen auf Seiten irischer Rebellionen in Konflikt mit dem englischen König. Schließlich wurden die Roches im 17. Jahrhundert von ihren Besitzungen vertrieben. Lieutenant Colonel John Widenham erhielt 1666 deren Schloss als Belohnung für seine militärischen Erfolge im Dienste der Krone. Castle Roche wurde in Castle Widenham umbenannt.

## Sehenswürdigkeiten
Sehenswürdigkeiten in Castletownroche sind die Burg Blackwater Castle, die in Teilen auf die Adelsfamilie Roche zurückgeht, die öffentlich zugängliche Gartenanlage Annes Grove Gardens und die Ruine der Bridgetown Abbey, einer ehemaligen Abtei der Augustiner aus dem 13. Jahrhundert. Bridgetown Abbey, auch Bridgetown Priory genannt, liegt nahe dem Zusammenfluss des Awbeg und des Blackwater River. Unter Heinrich VIII. wurde die Abtei im Jahr 1540 aufgelassen.

## Verkehr
Castletownroche hatte eine Bahnverbindung, der Bahnhof wurde am 1. Mai 1861 eröffnet, ist aber seit 27. März 1967 wieder geschlossen. Castletownroche liegt an der N72, einer National secondary road, die die N25 im County Waterford in ost-westlicher Richtung mit der N70 im County Kerry verbindet.

## Persönlichkeiten
- Richard John Uniacke (1753–1830), geboren in Castletownroche, Jurist und Politiker in den nordamerikanischen Kolonien[7]
- Thomas P. Keenan, wurde in Castletownroche begraben, Komponist des Liedes The Boys From The County Armagh; sein Lied The Old Rustic Bridge by the Mill nach einer traditionellen Melodie beschreibt eine Brücke bei Castletownroche[8]